# Ophioholcus sexradiata
Ophioholcus sexradiata is een slangster uit de familie Hemieuryalidae.
De wetenschappelijke naam van de soort werd in 1914 gepubliceerd door René Koehler.